# Torajiro Kataoka
Torajiro Kataoka (片岡寅次郎?, Kataoka Torajiro; 7 febbraio 1915 – ...) è stato un pallanuotista giapponese.
È stato un membro del Giappone che ha partecipato ai Giochi di Berlino 1936.